# 피어 39

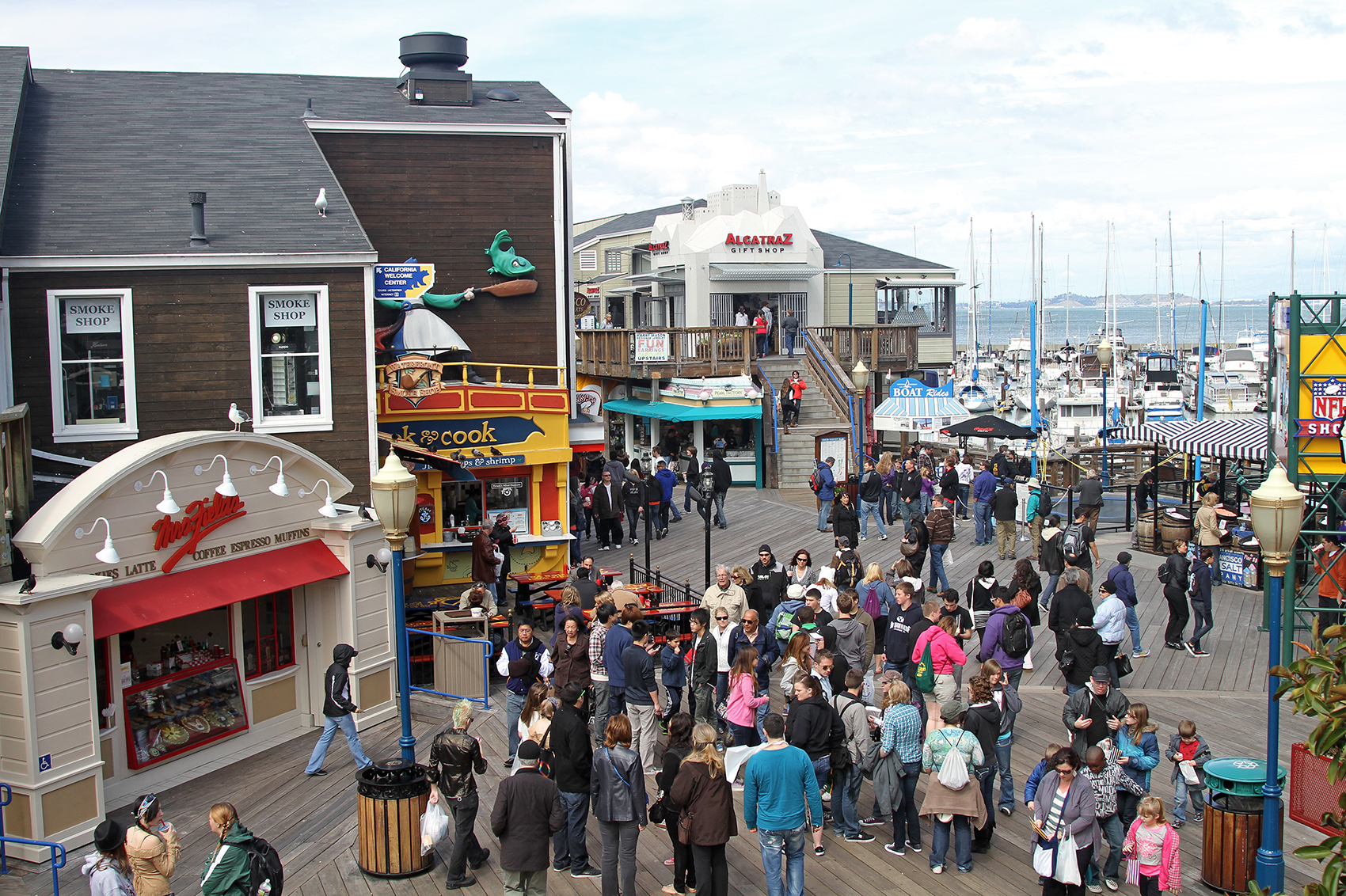
피어 39

피어 39(Pier 39)는 미국 캘리포니아주 샌프란시스코에 위치한 쇼핑센터이자 관광 복합 시설이다. 1978년 선착장을 개조하여 만들었다. 바다사자가 있는 부둣가이다.